# Comté de Vigo
Le comté de Vigo  est un comté de l'État de l'Indiana, aux États-Unis. Il comptait 105 848 habitants en 2000. Son siège est Terre Haute.